# 蒂武西奥·卡里亚斯·安迪诺
蒂武西奥·卡里亚斯·安迪诺（西班牙語：Tiburcio Carías Andino，1876年3月5日—1969年12月23日）是一名宏都拉斯政治人物。1932年代表宏都拉斯國民黨參選總統並獲得勝利，隨後展開長達十六年的軍事獨裁統治。卡里亞斯與瓜地馬拉總統、同樣是軍方獨裁者的豪爾赫·烏維科交情深厚，兩者皆為嚮往法西斯主義。在美國的壓力下，卡里亞斯同意於1948年舉行選舉，原戰爭部長胡安·曼努埃爾·加爾維斯勝選並於1949年1月就任。
1903年开始参加宏都拉斯国民党初期的政治活动。此后二十年在与自由党的冲突中，曾几次流亡萨尔瓦多和危地马拉，后来成为宏都拉斯国民党领袖。1924年参加总统竞选失败，率部于4月占领首都，由其同党巴拉奥纳任总统。1932年当选总统。任内在经济上实行紧缩政策，政治上采取镇压手段，取消劳工组织，限制出版自由。1936年通过修改宪法延长任期，直到1943年底去职。下台后仍继续控制宏都拉斯国民党。1954年后再次竞选总统失败，在宏都拉斯国民党内的影响日趋衰落。